# Roms stift
Roms stift är ett stift inom Romersk-katolska kyrkan i Rom. Biskop av Rom och tillika påve är sedan den 8 maj 2025 Leo XIV. 

## Biskopen av Rom
Biskopen av Rom har flera titlar: Biskop av Rom, Jesu Kristi vikarie, Petri efterträdare, Italiens primas, Statsöverhuvud för Vatikanstaten, Guds tjänares tjänare.
De tio senaste biskoparna av Rom
| Namn               | Porträtt | Tillträdde | Avgick    |
| ------------------ | -------- | ---------- | --------- |
| Benedictus XV      |          | 1914       | 1922      |
| Pius XI            |          | 1922       | 1939      |
| Pius XII           |          | 1939       | 1958      |
| Johannes XXIII     |          | 1958       | 1963      |
| Paulus VI          |          | 1963       | 1978      |
| Johannes Paulus I  |          | 1978       | 1978      |
| Johannes Paulus II |          | 1978       | 2005      |
| Benedictus XVI     |          | 2005       | 2013      |
| Franciskus         |          | 2013       | 2025      |
| Leo XIV            |          | 2025       | nuvarande |